# 心理史學
心理史學是一門研究在歷史上發生的重大事件裡，背後所引起的心理激励作用的研究。這種研究從精神分析學說引出的端倪，透過社會學的研究方法，嘗試去理解過往及現在的國家或群體的一些社會性及政治性行為的背後情緒因由。這種研究，與主流的歷史學及心理學研究有很大的分別，所以被視為一門獨立的學科。

## 起源

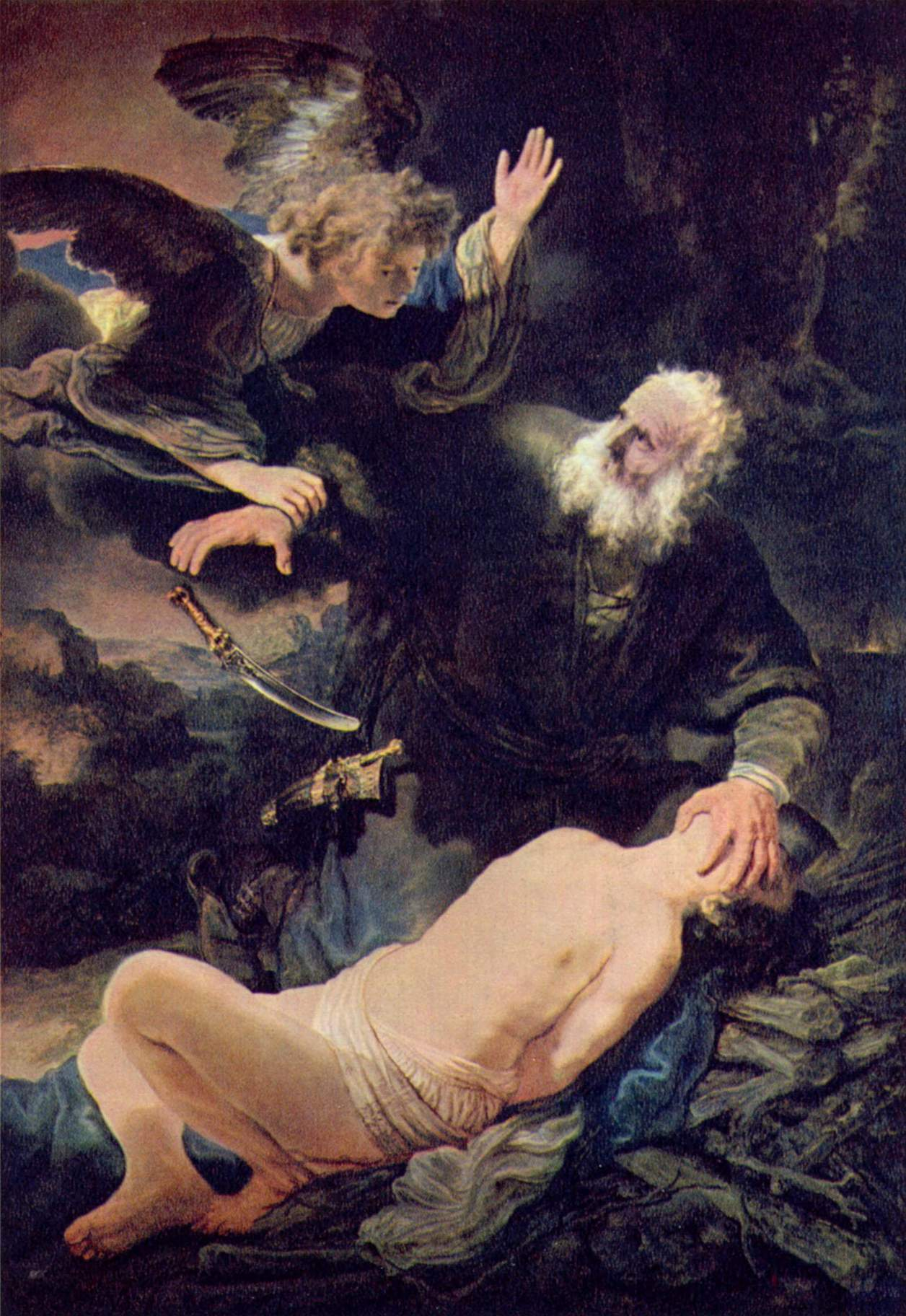
文藝復興時期的畫家倫勃朗根據《聖經·舊約全書》的記載描繪亞伯拉罕準備把兒子以撒殺掉作獻祭。(見：創22:9)亞伯拉罕的行為背後的心理因素，亦是心理史學研究者有興趣知道的事情。

由精神分析學大師弗洛伊德所開創，後由爱利克·埃里克森（Erik H. Erikson）加以發揚光大，成為美國歷史學界一個新的發展。迄至1970年代以來，約有三十多所大學開設有心理史學的課程，影響所及，借助精神分析學說撰寫歷史人物傳記蔚然成風，也成為心理史學研究的主要形式之一。美國《心理史學評論》（The Psychohistory Review）係其主要的發表重鎮，為目前重要的心理學學術刊物。

## 描述
很多政治科學的學者及歷史學家在課堂時教導說：社會行為通常是起因於理性原因多於非理性原因，而國際上的暴力很多時都是受到經濟增長的唆使。不過，心理史學家對此有另一番看法：他們認為，社會行為可能是一種自我毀滅的機制，用以使先前被濫用及忽略的得以再生。

## 科幻小說中的心理史學
「心理史學」在華語社會中因著名科普作家艾西莫夫（Issac Asimov）的科幻小說，及田中芳樹《銀河英雄傳說》的故事得以普及，但這兩種學說其實並沒有任何關連。

## 另見
- 唯物史觀

## 外部連結
- 戰後西方心理史學發展概況
- 《心理史學》書評 （页面存档备份，存于）